# Per Nielsen
Per Lundgren Nielsen (Aarhus, Dinamarca, 15 de octubre de 1973) es un exfutbolista danés que se desempeñaba como defensa. Jugó toda su carrera en el Brøndby IF.

## Clubes
| Club       | País      | Año       | Partidos | Goles |
| Brøndby IF | Dinamarca | 1993-2008 | 394      | 23    |

## Palmarés
Brøndby IF
- Superliga danesa: 1995-96, 1996-97, 1997-98, 2001-02, 2004-05
- Copa de Dinamarca: 1998, 2003, 2005, 2008

- Datos: Q3175411
- Multimedia: Per Nielsen / Q3175411